# Войны между Сефевидами и Шейбанидами
Войны между Сефевидами и Шейбанидами были серией конфликтов между узбекской династией Шейбанидов, которые основали Бухарское ханство, и Сефевидским государством или Доулет-е Кызылбаш (Кызылбашское государство). Эти войны и столкновения велись в 1510-1528 годах.

## Конфликт

### История и начало конфликта

Шейбани-хан в миниатюре 1507 года

Исмаил-шах в миниатюре неизвестной даты

1500 году узбекской династией Шейбанидов было основано Бухарское ханство с первоначальной столицей в Самарканде. Немного позже это государство занимало территорию Мавераннахра, Хорезма, а также значительную часть Хорасана.
Сефевидское государство или Доулет-е Кызылбаш (Кызылбашское государство) образовалось на территориях современного Ирана и части соседних территорий с 1503 года. Во главе этого государства стояла тюркская азербайджанская династия Сефевидов.
Когда Шейбани-хан (Мухаммед Шейбани) в своих завоеваниях достиг Хорасана, его столкновение с Исмаила I стало неизбежным. Между Шейбани-ханом и Исмаилом I началась воинственная переписка, в ходе которой Шейбани-хан призывал Исмаила I отказаться от «шиитской ереси», в противном случае угрожал походом на Хорасан; Исмаил же требовал прекратить узбекские набеги на Хорасан. Далее Шейбани-хан указывал Исмаилу I на свою принадлежность к роду Чингиз-хана, которая позволяла ему быть «наследником царства и меча». Таким образом, Шейбани-хан заявлял определённые претензии на власть на территории бывшем империи Тимуридов.
Азербайджанский шах Исмаил I из династии Сефевидов был встревожен успехами Шейбани-хана. Помимо политических интересов, столкнулись также и религиозные — шиизм шаха Исмаила, объявленный государственной идеологией, противоборствовал с суннизмом, отстаиваемым Шейбани-ханом и поддерживаемым большинством населения Мавераннахра. Провозглашение шахом Исмаилом шиизма господствующей религией, сопровождалось крайними преследованиями суннитов во владениях шаха, причём проявления фанатизма не щадили даже мертвых, например, были вырыты из могилы кости известного ширазского казия Бейзави, весьма почитаемого в суннитском мире комментатора Корана (умер между 1286—1292 годами), сожжены и их пепел развеян по ветру. С тех пор походы Шейбанидов на Иран легитимировались как «борьба с неверными», более точный термин – «газават». Восприятие шиитов Ирана в качестве государства «неверных» фактически закрепилось и в общественном мнении. А также, после жестокого убийства Шейбани-хана, Шейбанидам ничего не оставалось как мстить шиитам-Сефевидам за гибель своего лидера. К совершившему поход на Иран (чаще всего в Хорасан) присоединялся титул «Абу-л-гази» (воитель за веру). Кроме этого, традиционные экономические и культурные связи между Ираном и Туркестаном, которые, по словам А. Ю. Якубовского, до этого «продолжались почти 900 лет», сменились взаимными опустошительными набегами.
Известна также знаменитая фетва, приравнявшая шиитов Ирана к «неверным». Это была очевидная политическая фетва, легитимировавшая набеги Шайбанидов на Иран. Первым правителем, который получил такую фетву в 1586 году, был Абдулла-хан II (1557–1598, взошёл на ханский престол в 1583 году). В ходе расширения границ своего государства он дошёл до Мешхеда и, продвигаясь вглубь Хорасана, овладел Гератом. При этом огромное число жителей было уведено им в неволю в Бухару.

### Битва при Мерве
Готовясь к войне с сефевидским шахом Исмаилом I (1501—1524), Шейбани-хан решил обезопасить свои северо-восточные границы и зимой 1510 года совершил четвёртый поход против казахских ханов чингизидов Бурундук-хана и Касым-хана. Этот поход закончился неудачей.
В ноябре 1510 года объединённая армия Сефевидов начала поход на северо-восток. В 1510 году Шейбани-хан находился в Гератe. В это время Исмаил I, узнав о неудачах Шейбани-хана в борьбе с хезарейцами, вторгся в Западный Хорасан и стал стремительно продвигаться к Герату. К тому времени Сефевидам удалось освободить Хорасан от Шейбанидов, и подчинить к себе такие важные города, как Мешхед, Нишапур, Тус и Сабзевар. Шейбани-хан во время начала похода Сефевидов находился в Герате — в 300 км восточнее от Мешхеда, и в тот момент у него не было достаточно сильного и многочисленного войска. Основная часть войск базировалась на севере — в Мавераннахре, через полноводную реку Джейхун (Амударья), а часть продолжала военные действия против Казахского ханства.
Предвидя своё возможное поражение, посоветовавшись со своими визирями и приближенными, Шейбани-хан решил укрыться и защищаться за стенами укрепленного города Мерв. В это время объединённая армия стремительно приближалась, завоевав на ходу ряд городов и территорий, и сменив направление с востока на север. Был захвачен Астрабад, затем Серахс. Все узбекские шейбанидские эмиры, находившиеся в Хорасане, бежали от объединённой армии и прибыли в Мерв. Шейбани-хан отправил вестников на север к своим подчиненным, к Убайдулла-хану — тогдашнему правителю Бухары, и Мухаммед Тимур-султану — тогдашнему правителю Самарканда. Тем временем Исмаил-шах и его многочисленная объединённая армия окружили Мерв и начали осаду города. Мерв долго и активно сопротивлялся, надеясь на подмогу из Бухары и Самарканда, и осаждавшие город войска не могли захватить Мерв.
Согласно источникам, большим влиянием в узбекском обществе пользовалась одна из жен Мухаммед Шейбани, Айша-Султан-хонум, более известная под именем Могул-хонум. В источниках сообщается, что на кенгеше — собрании хана — обсуждался вопрос, выступать или нет из Мерва для сражения отступившими кызылбашскими войсками шаха Исмаила. Узбекские эмиры предлагали подождать два-три дня, пока прибудут вспомогательные силы из Мавераннахра. Но принимавшая частие в военном совете, любимая жена Мухаммед Шейбани-хана — Могул-хонум, заявила хану: «И ты, будучи узбеком, боишься кизылбашей! Если вы боитесь, я сама возьму воинов и пойду за ними. Сейчас подходящий момент, такого момента больше не будет.» После этих слов Могул-хонум все будто бы устыдились, и узбекские войска пошли на бой, кончившийся поражением и смертью Шейбани-хана.

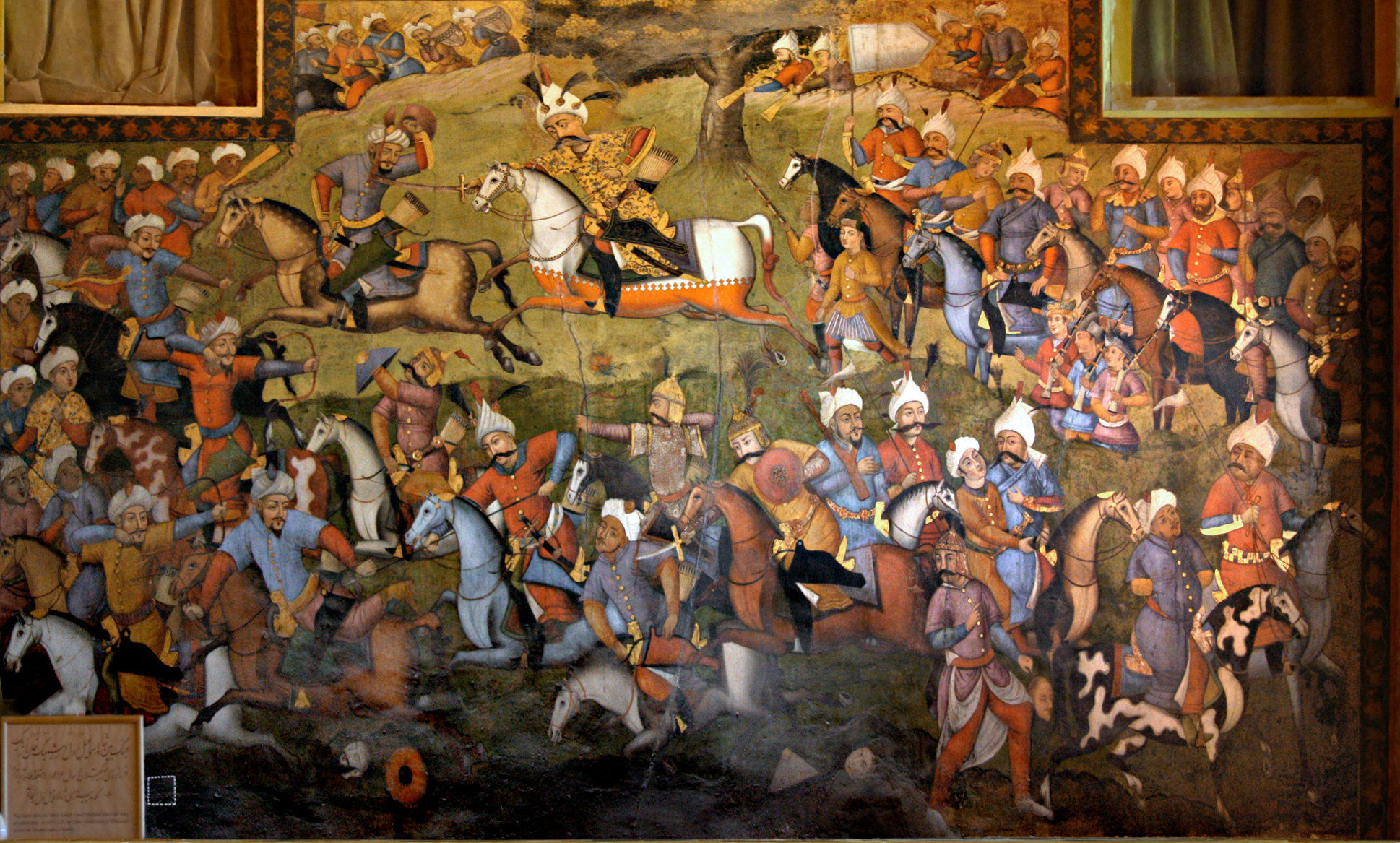
Миниатюра на стене дворца Чехел-сотун в Исфахане, изображающая битву при Мерве между Исмаил-шахом и Шейбани-ханом и их войсками

В декабре 1510 года Мухаммед Шейбани-хан, не дожидаясь шедшего к нему 30-тысячного подкрепления, поддавшись провокации шаха Исмаила, с пятитысячным войском выступил из города, бросился преследовать шаха и попал в засаду. В сражении у села Махмудабад, при Мерве 2 декабря 1510 года (по другим данным 30 ноября 1510 года), войско Шейбани хана было окружено 17-тысячной армией Исмаила и после ожесточенного сопротивления было разбито. Согласно историческим исследованиям, в бою пали многие представители узбекской аристократии и сам Шейбани-хан.

### Гиждуванская битва
В 1512 году иранский полководец Наджми Сани захватил город Карши (Нахшаб), где приказал убить мирных жителей. Погибло более 15 тысяч человек, включая сеидов и известного поэта-историка Камал ад-дин Бинаи.
Шейбанидам удалось оправиться от нового поражения, восстановив свои силы. Использовав недовольство населения Мавераннахра, перешедшего на сторону Шейбанидов, они перешли в наступление. Гиждуванская битва — решающее сражение в войне Шейбанидов Мавераннахра с одной стороны и контингента из Сефевидского Ирана под командованием Наджма Сани с другой, в ходе которой Шейбаниды во главе с Убайдулла-ханом в 1512 году одержали решительную победу над армией Наджма Сани. 12 ноября 1512 года у города Гиждувана в 40 километрах от Бухары произошла битва между войсками Сефевидов во главе с Наджми Сани и объединёнными узбекскими войсками во главе с Убайдулла-ханом, сыном Шейбани-хана Мухаммед Тимур-султаном и сыном Кучкунджи-хана Абу Саид-султаном. Упорное сражение закончилось полным поражением войска Наджми Сани, который был захвачен в плен и казнен. Часть сефевидского войска была взята в плен, часть уничтожена, а другая смогла убежать.

## Последствия
После смерти Шейбани власть в Мавераннахре перешла в руки Бабура. Только благодаря дарованиям племянника Шейбани-хана, Убайдуллы-хана, владычество дома Шейбанидов было восстановлено уже в 1512 году Убайдулла-хан сумел привлечь на свою сторону симпатии населения, ему удалось разгромить сефевидов и сохранить независимость от Ирана. Эта победа имела большое историческое значение. Население Мавераннахра сохранило свою независимость от сефевидского Ирана и сохранило традиционное суннитское направление ислама.
Заключение союза с султаном Османской империи Селимом I позволило существенно ослабить сефевидов, особенно после Чалдыранской битвы 1514 года. После Чалдыранской битвы шах Исмаил практически не нападает на соседние государства, oн потерял веру в непобедимость, постепенно впал в алкоголизм и пьянство. Убайдуллахан старался расширить государство Шейбанидов. Дважды, в 1529 и 1536, он захватывал Герат. Пять раз, (1524-25), (1526-28), (1529-31), (1532-33), (1535 −38), под руководством Убайдулла-хана узбеки вторгались в Хорасан. Он смог положить конец внутренним междоусобицам.